# 林到婲
林到婲（： Im Do-Hwa，1996年6月19日—），曾用藝名澯美（： Chan Mi），韩国女歌手及演員，曾為AOA的主舞、饒舌、副唱。

## 早年生活
澯美於1996年6月19日在慶尚北道龜尾市出生。她小時候獲舞蹈學校錄取，並在龜尾的街道上表演。澯美有1個姊姊和1個妹妹，其父母在她讀小學時離異，由任職髮廊東主的母親撫養長大。在就讀中學時，FNC娛樂錄取了燦美，她也因此成為FNC的其中一位實習生。

## 生涯

### AOA
2012年7月30日，澯美作为AOA的成员在Mnet的M! Countdown出道，她们的首张单曲专辑《Angels' Story》和主打歌《Elvis》。截至2017年，AOA共发布了4张迷你专辑和10首单曲。
另外澯美亦是AOA的子團AOA Cream的成員之一，其餘2位成員為酉奈和惠晶。該小分隊於2016年2月1日釋出3張預告照片，3天後，主打歌《I'm Jelly Baby》的預告影片發放。2月12日，AOA Cream在YouTube上公開MV與在韓國各音源站公開音源。

### 個人事業
澯美參加過許多個人比賽，其舞蹈技巧也獲得多番的認可。她在2014年MBC Music的《Idol Dance Battle D-Style》中戰至最後一輪才被淘汰和於2015年的DMC Festival中單獨表演。另外澯美也在2016年參加過KBS的節目《Muscle Queen Project》在2017年參加Sidus HQ經紀公司辦理的節目《I AM ACTOR》，優勝者可得到出演該經紀公司拍攝的偶像劇的主角一職。
澯美的演藝生涯開始於網路劇《What's Up With These Kids?》，她在該劇中飾演金慧蘿，與她一起出演的有VIXX成員N和弘彬。該劇在2016年11月開始播放。
2024年5月22日，離開FNC娛樂並退出AOA。
2025年2月6日，與Dante Entertainment簽署經紀合約。

## 影視作品

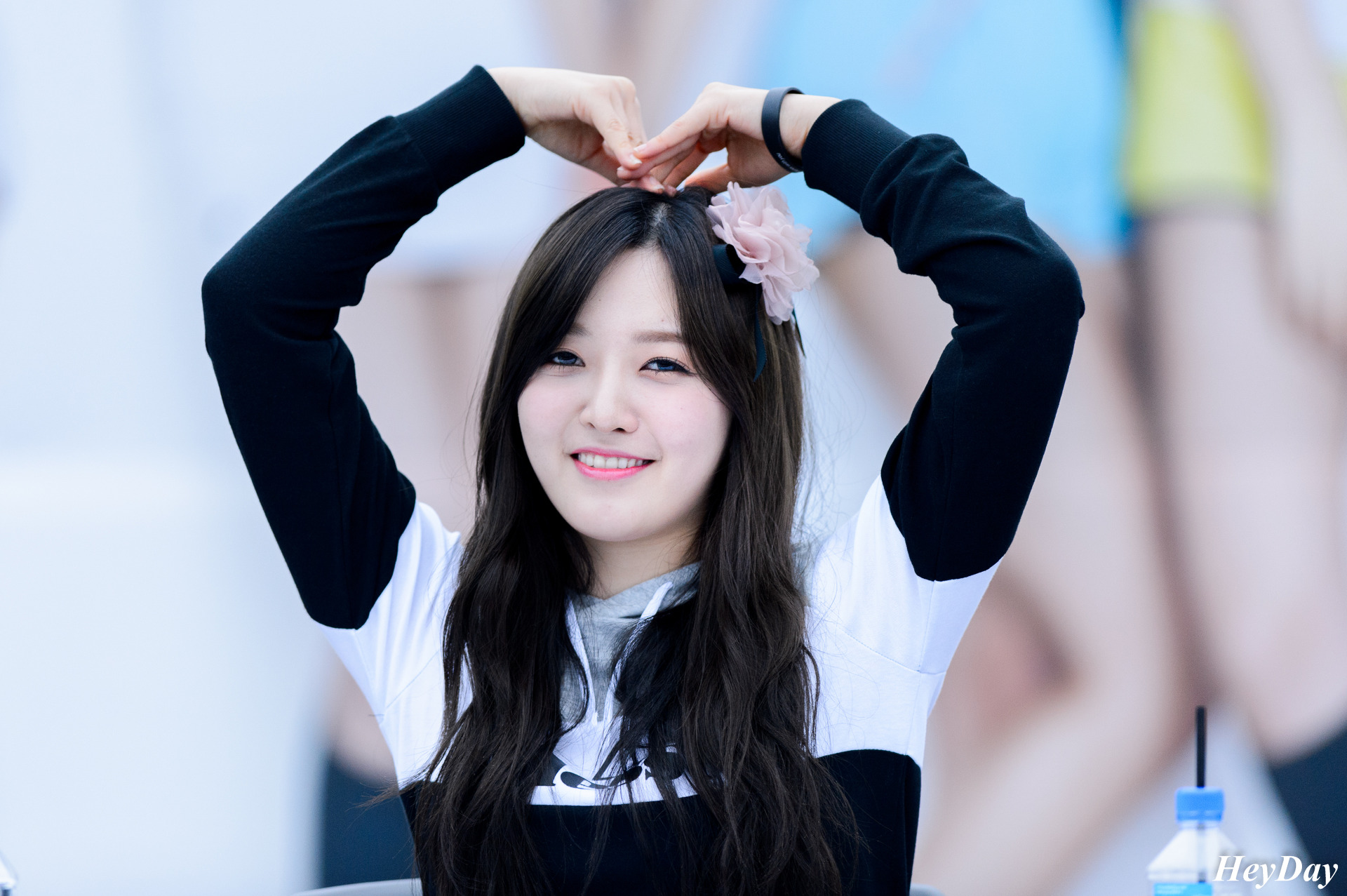
澯美於2016年4月8日出席活動，並為粉絲簽名

### 電視劇
| 年份 | 劇名                       | 角色           | 性質               |
| ---- | -------------------------- | -------------- | ------------------ |
| 2016 | Click Your Heart           | 金澯美         | 網路劇（特別出演） |
| 2016 | 戲子                       | 金澯美         |                    |
| 2016 | What’s Up With These Kids? | 金慧蘿（音譯） | 網路劇             |
| 2017 | 爸爸好奇怪                 |                | 特別出演           |
| 2018 | Sky Castle                 | 金澯美         | （特別出演）       |
| 2023 | 頭腦共助                   | Cherry         |                    |

### 電影
| 年份   | 電影片名               | 角色      | 備註 |
| ------ | ---------------------- | --------- | ---- |
| 2022年 | 《Re:fresh》           | 病患-玹珠 | 主演 |
| 待公布 | 《唱魂：救赎之夜》（창혼: 구원의 밤） |           |      |

### 真人秀
| 年份 | 頻道 | 節目名     | 備註                |
| ---- | ---- | ---------- | ------------------- |
| 2013 | tvN  | 清潭洞111  | 與FNC娛樂藝人及職員 |
| 2015 | MBC  | 偉大的遺產 | 與家人、親戚        |
| 2016 | MBC  | 隱秘而偉大 | 與草娥、智珉、雪炫  |

### 綜藝節目
| 年份 | 節目名                    | 角色   | 頻道   | 備註 |
| ---- | ------------------------- | ------ | ------ | ---- |
| 2014 | Idol Dance Battle D-Style | 參賽者 | MBC    |      |
| 2016 | Muscle Queen              | 參賽者 | KBS    |      |
| 2017 | I AM ACTOR                | 參賽者 | K STAR |      |

## 外部連結
- 林到婲的Instagram帳戶
- YouTube上的林到婲頻道